# Лорен Велес
Лорен Велес (англ. Lauren Vélez; нар. 2 листопада 1964, Бруклін, Нью-Йорк, США) — американська акторка. Сестра-близнюк акторки Лорейн Велес. Її найвідоміші телевізійні ролі — Марія ЛаГуерта в телесеріалі «Декстер», детектив Ніна Морено в серіалі «Нью-Йорк під прикриттям», докторка Глорія Натан у тюремній драмі HBO «В'язниця Оз» і Елена в комедійній драмі ABC «Не краса по-американськи». Вона також зіграла роль Ріо Моралеса у мультфільмах «Людина-павук: Навколо всесвіту» (2018) і «Людина-павук: Крізь Всесвіт» (2023).

## Біографія
На початку 1950-х років батьки Велес переїхали з Пуерто-Рико до Брукліна, штат Нью-Йорк, де народилася вона та її сестра-близнючка Лорейн Велес. У близнюків є ще п'ять сестер і один брат. Батько Велеса, офіцер поліції Нью-Йорка, зрештою купив будинок у Фар-Роквей, Квінс, і перевіз туди сім'ю. Близнюки ставили імпровізовані п'єси та грали для сім'ї та брали участь майже у всіх своїх драматичних виставах середньої школи, наприклад «Скрипаль на даху». Після закінчення середньої школи Beach Channel у 1982 році вони отримали стипендію для відвідування танцювальної школи Елвіна Ейлі. Вони продовжили вивчати акторську майстерність в акторській студії в Нью-Йорку з художнім керівником-засновником Джеймсом Прайсом, протеже та особистим другом Санфорда Мейснера. Лорен також вивчала Шекспіра з Майклом Говардом.

## Фільмографія
| Рік       |    | Українська назва                    | Оригінальна назва                   | Роль              |
| --------- | -- | ----------------------------------- | ----------------------------------- | ----------------- |
| 1994      | ф  | Мені так подобається                | I Like It Like That                 | Лізетт Лінарес    |
| 1995      | с  | Таємниці Косбі                      | The Cosby Mysteries                 | Клаудія Палмері   |
| 1995—1999 | с  | Поліцейські під прикриттям          | New York Undercover                 | Ніна Морено       |
| 1996      | ф  | Мерія                               | City Hall                           | Елейн Сантос      |
| 1997      | ф  | Мабуть, так                         | I Think I Do                        | Керол             |
| 1997—2003 | с  | В'язниця Оз                         | Oz                                  | Глорія Нейтан     |
| 1998      | тф | Густіше, ніж кров                   | Thicker Than Blood                  | Камілла Лопес     |
| 1999      | с  | Дивний світStrange World            | Детектив Аріас                      |                   |
| 1999      | тф | Перехід                             | St. Michael's Crossing              | Вікі Солера       |
| 1999      | с  | Закон і порядок                     | Law & Order                         | Місс Торрем       |
| 2000      | ф  | Принц Центрального парку            | Prince of Central Park              | Роза Санчес       |
| 2000      | с  | Удавальник                          | The Pretender                       | Емілі Садлер      |
| 2000      | с  | Профіль вбивці                      | Profiler                            | Емілі Садлер      |
| 2001      | ф  | Тюремна пісня                       | Prison Song                         | Тюремний радник   |
| 2001      | тф | Кохання і зрада                     | Love and Treason                    | Сьюзен Местер     |
| 2003      | с  | Драгнет                             | Dragnet                             | Деніз Белтран     |
| 2004      | с  | Закон і порядок: Спеціальний корпус | Law & Order: Special Victims Unit   | Аторней Шармал    |
| 2005      | с  | Сильні ліки                         | Strong Medicine                     | Ванесса Берк      |
| 2005      | с  | Оголошено у розшук                  | Wanted                              | Фей Темплетон     |
| 2006      | с  | Медіум                              | Medium                              | Елена Кабрера     |
| 2006—2007 | с  | 4исла                               | Numbers                             | Клаудія Гомес     |
| 2006—2012 | с  | Декстер                             | Dexter                              | Марія ЛаГуерта    |
| 2007      | ф  | Серіал                              | Serial                              | Розанна Крістал   |
| 2008      | с  | Закон і порядок: Злочинні наміри    | Law & Order: Criminal Intent        | Лоїс Мелаго       |
| 2009—2010 | с  | Не краса по-американськи            | Ugly Betty                          | Елена             |
| 2011      | ф  | Бульвар страху                      | Rosewood Lane                       | Паула Креншоу     |
| 2011      | с  | Королі втечі                        | Breakout Kings                      | Кармен Вега       |
| 2011      | с  | Сестра Готорн                       | Hawthorne                           | Доктор Кет        |
| 2014      | с  | Незабутнє                           | Unforgettable                       | Айша Ковей        |
| 2015      | с  | На південь від пекла                | South of Hell                       | Тетра             |
| 2016      | ф  | Поліціант Даун                      | Officer Downe                       | Шериф Беррінгер   |
| 2016      | ф  | Американський дрифт                 | America Adrift                      | Сесілія Фернандез |
| 2016      | с  | Елементарно                         | Elementary                          | Зої Меркадо       |
| 2016—2017 | с  | Як уникнути покарання за вбивство   | How to Get Away with Murder         | Сорая Харгров     |
| 2017      | с  | Державний секретар                  | Madam Secretary                     | Наталі Морено     |
| 2017—2018 | с  | Блакитна кров                       | Blue Bloods                         | Вероніка Моліно   |
| 2017      | с  | Макгайвер                           | MacGyver                            | Кассандра Гловер  |
| 2018      | ф  | Перша чистка                        | The First Purge                     | Луїза             |
| 2018      | мф | Людина-павук: Навколо всесвіту      | Spider-Man: Into the Spider-Verse   | Ріо Моралес       |
| 2018      | тф | Вбивство                            | Murder                              | Лілі Альварез     |
| 2019      | ф  | Ковтай                              | Swallow                             | Люсі              |
| 2019      | ф  | Шафт                                | Shaft                               | Бенні             |
| 2019      | ф  | Вікна у світ                        | Windows on the World                | Ева               |
| 2020      | ф  | Ана                                 | Ana                                 | Камілла           |
| 2021      | ф  | Заручник                            | Rogue Hostage                       | Саншайн           |
| 2022—2023 | с  | Привид                              | Power Book II: Ghost                | Евелін Кастілло   |
| 2022—2023 | с  | Східний Нью-Йорк                    | East New York                       | Таміка Мартін     |
| 2023      | мф | Людина-павук: Крізь Всесвіт         | Spider-Man: Across the Spider-Verse | Ріо Моралес       |
| 2023      | ф  | Трансформери: Час звіроботів        | Transformers: Rise of the Beasts    | Бреанна Діаз      |
| 2024      | с  | Американська іржа                   | American Rust                       | Анджела Баргос    |